# The Rolling Stones American Tour 1981
American Tour 1981 bylo koncertní turné britské rockové skupiny The Rolling Stones, které propagovalo album Tattoo You. Konalo se na stadionech a v arenách po Spojených státech. Jednalo se o nejvýnosnější turné roku 1981, celkový zisk z prodeje vstupenek činil více než 50 milionů $, přičemž turné viděly necelé dva miliony diváků. Návštěvnost koncertu z 5. prosince 1981 v New Orleans vytvořila rekord, který byl pokořen až 33 let poté.

## Historie

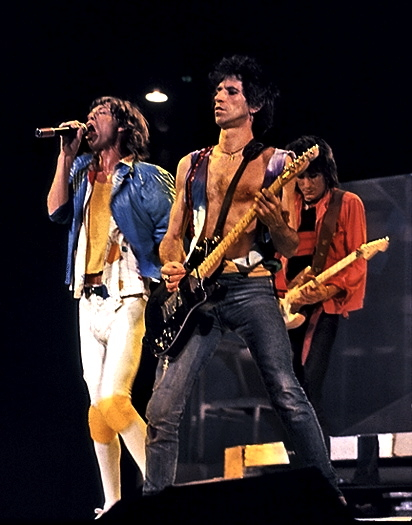
Mick Jagger, Keith Richards a Ron Wood během koncertu v Lexingtonu, 11. prosince 1981.

Zpočátku se zpěvák Mick Jagger k myšlence vyjet se Stones na turné stavil odmítavě, ovšem po naléhání kytaristů Keitha Richardse a Rona Wooda s podporou tisku a fanoušků, nakonec ustoupil. Turné organizoval, stejně jako ta předchozí, Bill Graham.
Kapela zkoušela na farmě Long View v Severnímu Brookfieldu ve státě Massauchusetts od 14. srpna do 25. září 1981. 14. září odehrála „zahřívací“ koncert v klubu Sir Morgan's Cove ve Worcesteru ve státě Massachusetts. Přestože tu vystoupila pod přezdívkou Little Boy Blue & The Cockroaches, do klubu o kapacitě 300 míst se snažilo dostat asi 11 000 fanoušků. Bostonský starosta Kevin H. White v reakci na tuto událost, vydal zákaz pro další koncerty v Orpheum Theatre s odůvodněním, že „zdejší vystoupení pana Jaggera není nutně ve veřejném zájmu.“
Obrovské, barevné pódium vycházelo z původních maleb japonského malíře Kazuhida Yamazakiho. O rozměrech 68 x 46 metrů, se ve své době jednalo o největší pódium, jaké kdy pro koncertní účely vzniklo. „Většina koncertů, která se v té době hrála venku, se konala během dne,“ vzpomínal Jagger, „pravděpodobně proto, že to bylo levnější, nevím. Takže jsme vsadili na jasné, světlé barvy... a k tomu jsme měli ty ohromné karikatury kytar, aut a desek—symboly Ameriky—které velmi dobře působily pro odpolední představení.“
Součástí představení byla pracovní plošina, na které se zpěvák Jagger nechal vynášet nad hlavy diváků, dále pak nafukovací balónky vypuštěné v závěru vystoupení. Během štace v Los Angeles Memorial Coliseum, kde skupina hrála v pátek a neděli, se mezitím v sobotu konal fotbalový zápas USC, televizní diváci tak při sledování přenosu fotbalového utkání mohli zahlédnout připravené jeviště, dokonce se samotný míč občas dostal přímo na jeviště, které bylo na východní straně stadionu. Jako předkapely vystupovaly George Thorogood a The J Geils Band, ty se setkaly s vřelým přijetím, ovšem tehdy ještě neznámý Prince – sotva odehrál tři písně, než byl publikem vypískán.
Turné bylo největším koncertním turné roku 1981 a ještě několik let poté. Průměrná cena lístku činila 16 $, celkový zisk vyšel na více než 50 milionů $. Turné navštívily necelé 2 miliony diváků. Na turné vzniklo několik videozáznamů, které zůstávají dodnes nedotčené. O koncert na JFK Stadium ve Filadelfii byla poptávka 4 milionů žádostí prostřednictvím pohlednic na lístky (metoda zabraňující skalpování). Nabídka pěti koncertů v newyorské metropolitní oblasti byla v řádu několika milionů $. The New York Times uvedl: „Očekává se, že turné bude nejvýnosnější v historii rock & rollu; jeho naprostá velkolepost je ohromující... zájem o vstupenky na tyto koncerty je v řádu milionů...“ Turné se skutečně stalo velmi výnosným, předpokládalo se, že Stones po výdajích získají zhruba 22 milionů $.
Turné bylo také významným milníkem v oblasti hudebního průmyslu, neboť to bylo první turné, které mělo sponzora. Sponzorem byla společnost Jōvan Musk, která zaplatila 1 milion $ za uvedení svého jména na vstupenkách Stones. To vzbudilo značnou pozornost v obchodních médiích, zaujala je především odlišnost mezi společností prodávající parfémy a pověstí skupiny "zlých hochů". Nicméně Stones se během let svému původnímu obrazu vzdálili a firemní sponzorství rockových turné se brzy stalo běžnou záležitostí.
Velmi úspěšný koncert z 18. prosince v Hampton Coliseum ve Virginii byl vysílán jako "Největší rock'n'rollová party na světě", na pay-per-view ve vybraných kinech. Jednalo se o první využití pay-per-view k tomuto účelu. Koncert se konal v den Richardsových 38. narozenin, Jagger mu proto nechal publikem zazpívat „Happy Birthday to You“ a zorganizoval přípitek. V závěru vystoupení došlo k nepříjemnému incidentu, kdy se na pódium vyřítil rozvášněný fanoušek, Richards na to zareagoval bezprostředně tím, že jej udeřil kytarou do levého ramena. Záznam koncertu později vyšel pod názvem Hampton Coliseum (Live 1981) na různých formátech v rámci edice From the Vault.
Pozoruhodné bylo vystoupení ze 14. prosince v Kansas City v Kemper Areně, kdy se bývalý kytarista Mick Taylor ke skupině připojil pro většinu představení. Ronnie Wood však nebyl s Taylorem spokojený:  „Přehlušoval části skladeb, které měly být klidné, ignoroval přestávky a přidával nechtěná sóla.“ Dalšími hosty na turné byli Tina Turner (která zpívala „Honky Tonk Women“), Chuck Leavell, Tower of Power a Sugar Blue. Týdeník People prozradil, že Turnerová se skupinou byla na turné v roce 1966, Jagger zas uvedl, že se od ní „naučil hodně věcí“.
Koncert z 1. října v Rockford MetroCentre v Rockfordu ve státě Illinois byl do itineráře turné přidán dodatečně v reakci na petiční výzvu, kterou skupině zaslali posluchači místní rozhlasové stanice WZOK s prosbou o vystoupení, petice obsahovala 35 000 podpisů.
Obecně na turné nebylo v zákulisí tolik rozruchu jako dříve. Z části to bylo působeno tím, že Richards do jisté míry překonal své problémy s drogami a alkoholem; The New York Times o Richardsovi napsal: „Vypadá zdravě, hraje skvěle a jeho doprovodné vokály jsou často tak hlasité, že přehlušují pana Jaggera, který se díky tomu více snaží věci dotáhnout do konce". Toto a turné 1982 byly poslední turné, na kterých Richards přispíval většinou doprovodných vokálů; následující turné přibyli doprovodní vokalisté.     
Několik koncertů bylo nahráno a z nich vybrané písně byly vydány na živém album Still Life z roku 1982. Filmový režisér Hal Ashby natočil vystoupení v arizonském Tempe a v aréně Brendana Byrnea v New Jersey a poté z nich vytvořil snímek Let's Spend the Night Together, který vstoupil do kin v roce 1983 a jen v USA vydělal 1,3 milionů $. Kromě tohoto filmu existuje další 35 videozáznamů koncertů přímo ze soundboardu, což je z celkového počtu 50 koncertů více než polovina.         
Jednalo se o poslední turné Stones po Spojených státech až do roku 1989. 

## Setlist
1. "Take the 'A' Train"[pozn. 1] (Intro) (nahrávka Duke Ellingtona a jeho orchestru)
2. "Under My Thumb"
3. "When the Whip Comes Down"
4. "Let's Spend the Night Together"
5. "Shattered"
6. "Neighbours"
7. "Black Limousine"
8. "Just My Imagination (Running Away With Me)" (cover od The Temptations)
9. "Twenty Flight Rock" (cover od Eddieho Cochrana)
10. "Going to a Go-Go" (cover od The Miracles)
11. "Let Me Go"
12. "Time Is on My Side" (cover od Kai Windinga a jeho orchestru)
13. "Beast of Burden"
14. "Waiting on a Friend"
15. "Let It Bleed"
16. "You Can't Always Get What You Want"
17. "Little T&A"
18. "Tumbling Dice"
19. "She's So Cold"
20. "Hang Fire"
21. "Miss You"
22. "Start Me Up"
23. "Honky Tonk Women"
24. "Brown Sugar"
25. "Jumpin' Jack Flash"
26. "(I Can't Get No) Satisfaction" (přídavek)
27. "The Star-Spangled Banner"[pozn. 2] (Outro) (tradicionál; koncertní nahrávka Jimiho Hendrixe na festivalu Woodstock)

### Koncert ve Worcesteru
O obsahu setlistu z koncertu ve Worcesteru se vedou spory, obsah, pořadí a počet skladeb nemusí být přesný.
1. "Everybody Needs Somebody to Love" (cover od Solomona Burkeho)
2. "Mona" (cover od Bo Diddleyho)
3. "Under My Thumb"
4. "When the Whip Comes Down"
5. "Shattered"
6. "Neighbours"
7. "Let It Bleed"
8. "I Just Want to Make Love to You" (cover od Willieho Dixona)
9. "She's So Cold"
10. "All Down the Line"
11. "Hang Fire"
12. "Honky Tonk Women"
13. "Start Me Up"
14. "Sympathy for the Devil"
15. "Jumpin' Jack Flash"

### Ostatní skladby
Kromě prvních pěti představení se skladby "Tops" a "Mona" nehrály (ačkoliv se nikdy nehrály ve stejný koncert, neobsazovaly stejné místo v setlistu). Až do koncertu v New Jersey setlist pokrývaly také skladby "Down the Road Apierce" a "Street Fighting Man". "Star Star" byla přidána do setlistu mezi ně, byly to koncerty v Boulderu a Orlandu (vyjma druhého koncertu v Boulderu). "All Down the Line" se hrála 18krát během prvních 24 koncertů. 
Koncert z 21. listopadu v St. Paul ve státě Minnesota byl výjimečný v tom, že skupinu uvedl Jesse Ventura, který jí tu dělal bodyguarda na americké turné v roce 1978.

## Sestava
The Rolling Stones
- Mick Jagger – zpěv, kytara
- Keith Richards – kytara, zpěv
- Ronnie Wood – kytara, doprovodné vokály
- Bill Wyman – baskytara
- Charlie Watts – bicí

Ostatní hudebníci
- Ian Stewart – klavír
- Ian McLagan – klávesy, doprovodné vokály
- Bobby Keys – saxofon (při skladbách "Let It Bleed", "Brown Sugar", "Tumbling Dice" a "Honky Tonk Women")
- Ernie Watts – saxofon (7. října, San Diego, Kalifornie–19. prosince, Hampton, Virginie)
- Lee Allen – saxofon (1. října, Rockford, Illions; 3.–4. října, Boulder, Colorado)

Hosté
- Mick Taylor – kytara (14. prosince, Kansas City, Missouri)[26]
- Tina Turner – zpěv (5.–7. listopadu, East Rutherford, New Jersey; při skladbě „Honky Tonk Women“)[27][28][29]
- Chuck Leavell – klávesy (29. října, Atlanta, Georgie)[30]

## Seznam koncertů
| Datum                                                              | Město                                                              | Stát                                                               | Místo                                                              | Počet diváků                                                       | Hrubý výdělek                                                      | Předkapela                                                         |
| Zahřívací koncert (uvedeni jako Little Boy Blue & The Cockroaches) | Zahřívací koncert (uvedeni jako Little Boy Blue & The Cockroaches) | Zahřívací koncert (uvedeni jako Little Boy Blue & The Cockroaches) | Zahřívací koncert (uvedeni jako Little Boy Blue & The Cockroaches) | Zahřívací koncert (uvedeni jako Little Boy Blue & The Cockroaches) | Zahřívací koncert (uvedeni jako Little Boy Blue & The Cockroaches) | Zahřívací koncert (uvedeni jako Little Boy Blue & The Cockroaches) |
| ------------------------------------------------------------------ | ------------------------------------------------------------------ | ------------------------------------------------------------------ | ------------------------------------------------------------------ | ------------------------------------------------------------------ | ------------------------------------------------------------------ | ------------------------------------------------------------------ |
| 14. září 1981                                                      | Worcester                                                          | USA                                                                | Sir Morgan's Cove                                                  | ―                                                                  | ―                                                                  | ―                                                                  |
| Spojené státy                                                      |                                                                    |                                                                    |                                                                    |                                                                    |                                                                    |                                                                    |
| 25. září 1981                                                      | Filadelfie                                                         | Spojené státy                                                      | John F. Kennedy Stadium                                            | 181,564 / 181,564                                                  | 2,859,633 $                                                        | Journey, George Thorogood & the Destroyers                         |
| 26. září 1981                                                      | Filadelfie                                                         | Spojené státy                                                      | John F. Kennedy Stadium                                            | 181,564 / 181,564                                                  | 2,859,633 $                                                        | Journey, George Thorogood & the Destroyers                         |
| 27. září 1981                                                      | Buffalo                                                            | Spojené státy                                                      | Rich Stadium                                                       | 75,000 / 75,000                                                    | 1,125,000 $                                                        | Journey, George Thorogood & the Destroyers                         |
| 1. října 1981                                                      | Rockford                                                           | Spojené státy                                                      | Rockford MetroCentre                                               | ―                                                                  | ―                                                                  | The GoGos                                                          |
| 3. října 1981                                                      | Boulder                                                            | Spojené státy                                                      | Folsom Field                                                       | 120,000 / 120,000                                                  | 1,920,000 $                                                        | Heart, George Thorogood & the Destroyers                           |
| 4. října 1981                                                      | Boulder                                                            | Spojené státy                                                      | Folsom Field                                                       | 120,000 / 120,000                                                  | 1,920,000 $                                                        | Heart, George Thorogood & the Destroyers                           |
| 7. října 1981                                                      | San Diego                                                          | Spojené státy                                                      | Jack Murphy Stadium                                                | 70,000 / 70,000                                                    | 1,050,000 $                                                        | The J. Geils Band, George Thorogood & the Destroyers               |
| 9. října 1981                                                      | Los Angeles                                                        | Spojené státy                                                      | Los Angeles Memorial Coliseum                                      | ―                                                                  | ―                                                                  | Prince, The J. Geils Band, George Thorogood & the Destroyers       |
| 11. října 1981                                                     | Los Angeles                                                        | Spojené státy                                                      | Los Angeles Memorial Coliseum                                      | ―                                                                  | ―                                                                  | Prince, The J. Geils Band, George Thorogood & the Destroyers       |
| 14. října 1981                                                     | Seattle                                                            | Spojené státy                                                      | Kingdome                                                           | 138,264                                                            | ―                                                                  | The J. Geils Band, Greg Kihn Band                                  |
| 15. října 1981                                                     | Seattle                                                            | Spojené státy                                                      | Kingdome                                                           | 138,264                                                            | ―                                                                  | The J. Geils Band, Greg Kihn Band                                  |
| 17. října 1981                                                     | San Francisco                                                      | Spojené státy                                                      | Candlestic Park                                                    | 135,000 / 135,000                                                  | 2,092,500 $                                                        | The J. Geils Band, George Thorogood & the Destroyers               |
| 18. října 1981                                                     | San Francisco                                                      | Spojené státy                                                      | Candlestic Park                                                    | 135,000 / 135,000                                                  | 2,092,500 $                                                        | The J. Geils Band, George Thorogood & the Destroyers               |
| 24. října 1981                                                     | Orlando                                                            | Spojené státy                                                      | Tangerine Bowl                                                     | 121,000 / 121,000                                                  | 1,887,600 $                                                        | Henry Paul Band, Van Halen                                         |
| 25. října 1981                                                     | Orlando                                                            | Spojené státy                                                      | Tangerine Bowl                                                     | 121,000 / 121,000                                                  | 1,887,600 $                                                        | Henry Paul Band, Van Halen                                         |
| 26. října 1981                                                     | Atlanta                                                            | Spojené státy                                                      | Fox Theatre                                                        | ―                                                                  | ―                                                                  | Stray Cats                                                         |
| 28. října 1981                                                     | Houston                                                            | Spojené státy                                                      | Astrodome                                                          | 65,000 / 65,000                                                    | 1,202,500 $                                                        | The Fabulos Thunderbirds, ZZ Top                                   |
| 29. října 1981                                                     | Houston                                                            | Spojené státy                                                      | Astrodome                                                          | 65,000 / 65,000                                                    | 1,202,500 $                                                        | The Fabulos Thunderbirds, ZZ Top                                   |
| 31. října 1981                                                     | Dallas                                                             | Spojené státy                                                      | Cotton Bowl                                                        | 156,000 / 156,000                                                  | 2,695,332 $                                                        | The Fabulos Thunderbirds, ZZ Top                                   |
| 1. listopadu 1981                                                  | Dallas                                                             | Spojené státy                                                      | Cotton Bowl                                                        | 156,000 / 156,000                                                  | 2,695,332 $                                                        | The Fabulos Thunderbirds, ZZ Top                                   |
| 3. listopadu 1981                                                  | Louisville                                                         | Spojené státy                                                      | Freedom Hall                                                       | 18,210 / 18,210                                                    | 287,540 $                                                          | The Neville Brothers                                               |
| 5. listopadu 1981                                                  | East Rutherford                                                    | Spojené státy                                                      | Brendan Byrne Arena                                                | 61,035 / 61,035                                                    | 943,782 $                                                          | Tina Turner                                                        |
| 6. listopadu 1981                                                  | East Rutherford                                                    | Spojené státy                                                      | Brendan Byrne Arena                                                | 61,035 / 61,035                                                    | 943,782 $                                                          | Tina Turner                                                        |
| 7. listopadu 1981                                                  | East Rutherford                                                    | Spojené státy                                                      | Brendan Byrne Arena                                                | 61,035 / 61,035                                                    | 943,782 $                                                          | Tina Turner                                                        |
| 9. listopadu 1981                                                  | Hartford                                                           | Spojené státy                                                      | Hartford Civic Center                                              | 30,389 / 30,389                                                    | 455,835 $                                                          | Garland Jeffreys                                                   |
| 10. listopadu 1981                                                 | Hartford                                                           | Spojené státy                                                      | Hartford Civic Center                                              | 30,389 / 30,389                                                    | 455,835 $                                                          | Garland Jeffreys                                                   |
| 12. listopadu 1981                                                 | New York City                                                      | Spojené státy                                                      | Madison Square Garden                                              | 39,200 / 39,200                                                    | 580,000 $                                                          | Screamin' Jay Hawkins                                              |
| 13. listopadu 1981                                                 | New York City                                                      | Spojené státy                                                      | Madison Square Garden                                              | 39,200 / 39,200                                                    | 580,000 $                                                          | Screamin' Jay Hawkins                                              |
| 16. listopadu 1981                                                 | Cleveland                                                          | Spojené státy                                                      | Richfield Coliseum                                                 | ―                                                                  | ―                                                                  | Etta James                                                         |
| 17. listopadu 1981                                                 | Cleveland                                                          | Spojené státy                                                      | Richfield Coliseum                                                 | ―                                                                  | ―                                                                  | Etta James                                                         |
| 19. listopadu 1981                                                 | St. Louis                                                          | Spojené státy                                                      | Checkerdome                                                        | 18,770 / 18,770                                                    | 302,313 $                                                          | The Lamont Cranston Band                                           |
| 20. listopadu 1981                                                 | Cedar Falls                                                        | Spojené státy                                                      | UNI-Dome                                                           | 24,000 / 24,000                                                    | 368,156 $                                                          | The Lamont Cranston Band, Stray Cats                               |
| 21. listopadu 1981                                                 | Saint Paul                                                         | Spojené státy                                                      | St. Paul Civic Center                                              | ―                                                                  | ―                                                                  | Stray Cats                                                         |
| 23. listopadu 1981                                                 | Rosemont                                                           | Spojené státy                                                      | Rosemont Horizon                                                   | 55,230 / 55,230                                                    | 822,740 $                                                          | The Neville Brothers                                               |
| 24. listopadu 1981                                                 | Rosemont                                                           | Spojené státy                                                      | Rosemont Horizon                                                   | 55,230 / 55,230                                                    | 822,740 $                                                          | The Neville Brothers                                               |
| 25. listopadu 1981                                                 | Rosemont                                                           | Spojené státy                                                      | Rosemont Horizon                                                   | 55,230 / 55,230                                                    | 822,740 $                                                          | The Neville Brothers                                               |
| 27. listopadu 1981                                                 | Syracuse                                                           | Spojené státy                                                      | Carrier Dome                                                       | ―                                                                  | ―                                                                  | Molly Hatchet, Henry Paul Band                                     |
| 28. listopadu 1981                                                 | Syracuse                                                           | Spojené státy                                                      | Carrier Dome                                                       | ―                                                                  | ―                                                                  | Molly Hatchet, Henry Paul Band                                     |
| 30. listopadu 1981                                                 | Pontiac                                                            | Spojené státy                                                      | Pontiac Silverdome                                                 | 152,696 / 152,969                                                  | 2,290,000 $                                                        | The Clash, Iggy Pop, Santana                                       |
| 1. prosince 1981                                                   | Pontiac                                                            | Spojené státy                                                      | Pontiac Silverdome                                                 | 152,696 / 152,969                                                  | 2,290,000 $                                                        | The Clash, Iggy Pop, Santana                                       |
| 5. prosince 1981                                                   | New Orleans                                                        | Spojené státy                                                      | Louisana Superdome                                                 | 87,500 / 87,500                                                    | 1,531,250 $                                                        | George Thorogood & the Destroyers, The Neville Brothers            |
| 7. prosince 1981                                                   | Landover                                                           | Spojené státy                                                      | Capital Centre                                                     | 54,765 / 54,765                                                    | 876,826 $                                                          | Bobby Womack, Ian Dury and The Blockheads                          |
| 8. prosince 1981                                                   | Landover                                                           | Spojené státy                                                      | Capital Centre                                                     | 54,765 / 54,765                                                    | 876,826 $                                                          | Bobby Womack, Ian Dury and The Blockheads                          |
| 9. prosince 1981                                                   | Landover                                                           | Spojené státy                                                      | Capital Centre                                                     | 54,765 / 54,765                                                    | 876,826 $                                                          | Bobby Womack, Ian Dury and The Blockheads                          |
| 11. prosince 1981                                                  | Lexington                                                          | Spojené státy                                                      | Rupp Arena                                                         | 22,954 / 22,954                                                    | 363,424 $                                                          | Meter                                                              |
| 13. prosince 1981                                                  | Tempe                                                              | Spojené státy                                                      | Sun Devil Stadium                                                  | 74,637 / 74,637                                                    | 1,287,488 $                                                        | Joe Ely, George Thorogood & the Destroyers                         |
| 14. prosince 1981                                                  | Kansas City                                                        | Spojené státy                                                      | Kemper Arena                                                       | 35,026 / 35,026                                                    | ―                                                                  | George Thorogood & the Destroyers                                  |
| 15. prosince 1981                                                  | Kansas City                                                        | Spojené státy                                                      | Kemper Arena                                                       | 35,026 / 35,026                                                    | ―                                                                  | George Thorogood & the Destroyers                                  |
| 18. prosince 1981                                                  | Hampton                                                            | Spojené státy                                                      | Hampton Coliseum                                                   | 26,000 / 26,000                                                    | 409,500 $                                                          | George Thorogood & the Destroyers                                  |
| 19. prosince 1981                                                  | Hampton                                                            | Spojené státy                                                      | Hampton Coliseum                                                   | 26,000 / 26,000                                                    | 409,500 $                                                          | George Thorogood & the Destroyers                                  |
| CELKEM                                                             | CELKEM                                                             | CELKEM                                                             | CELKEM                                                             | 1,762,240                                                          | 25,351,419 $                                                       |                                                                    |